# EHF-Pokal der Frauen 2010/11
Am EHF-Pokal 2010/11 nahmen 50 Handball-Vereinsmannschaften teil, die sich in der vorangegangenen Saison in ihren Heimatländern für den Wettbewerb qualifiziert hatten oder aus der Champions League 10/11 ausgeschieden waren. Es war die 36. Austragung des EHF-Pokals. Die Pokalspiele begannen am 4. September 2010, das Rückrundenfinale fand am 15. Mai 2011 statt. Titelverteidiger des EHF-Pokals war der dänische Verein Randers HK. Sieger des EHF-Pokals in dem Jahr wurde der dänische Verein FC Midtjylland Håndbold.

## Runde 1
Es nahmen 4 Teams, die sich vorher für den Wettbewerb qualifiziert hatten, teil.
Die Auslosung der 1. Runde fand am 27. Juli 2010 um 11:00 Uhr (UTC+2) in Wien statt.
Die Hinspiele fanden am 4./5. September 2010 statt. Die Rückspiele fanden am 11. September 2010 statt.

### Qualifizierte Teams
| Topf 1: - KHF Priština - IUVENTA Michalovce | Topf 2: - Valur Reykjavík - Enosi Neoleas Athienou |

### Ausgeloste Spiele und Ergebnisse
| Mannschaft 1                     | Mannschaft 2                    | Hinspiel             | Rückspiel            | Gesamt  |
| -------------------------------- | ------------------------------- | -------------------- | -------------------- | ------- |
| Valur Reykjavík Skúladóttir 16   | IUVENTA Michalovce Tobiašová 16 | 05.09. So. 20:00 Uhr | 11.09. Sa. 17:30 Uhr | 56 : 51 |
| Valur Reykjavík Skúladóttir 16   | IUVENTA Michalovce Tobiašová 16 | 26 : 21 (14 : 07)    | 30 : 30 (17 : 12)    | 56 : 51 |
| Valur Reykjavík Skúladóttir 16   | IUVENTA Michalovce Tobiašová 16 | 300 Zuschauer        | 1.100 Zuschauer      | 56 : 51 |
| Enosi Neoleas Athienou Rančić 21 | KHF Priština Kelmendi 14        | 04.09. Sa. 18:00 Uhr | 11.09. Sa. 18:00 Uhr | 58 : 61 |
| Enosi Neoleas Athienou Rančić 21 | KHF Priština Kelmendi 14        | 36 : 34 (16 : 17)    | 22 : 27 (14 : 10)    | 58 : 61 |
| Enosi Neoleas Athienou Rančić 21 | KHF Priština Kelmendi 14        | 250 Zuschauer        | 700 Zuschauer        | 58 : 61 |

## Runde 2
Es nahmen die 2 Sieger der 1. Runde, die 2 Verlierer der EHF Champions League Qualifikation 1 und 28 Teams, die sich vorher für den Wettbewerb qualifiziert hatten, teil.
Die Auslosung der 2. Runde fand am 27. Juli 2010 um 11:00 Uhr (UTC+2) in Wien statt.

Die Hinspiele fanden am 15./16./17./22./23. Oktober 2010 statt. Die Rückspiele fanden am 16./17./23./24. Oktober 2010 statt.

### Qualifizierte Teams
| Topf 1: - Gil Eanes/Lagos D. (3. CL Quali 1 Gruppe A) - LK Zug Handball (4. CL Quali 1 Gruppe A) - Buxtehuder SV - HAC Handball - VfL Oldenburg - SYMA-Vác - ŽRK Naisa Niš - HC Zalău - Team Tvis Holstebro - HK Kuban Krasnodar - Cleba León BM - Frisch Auf Göppingen - Békéscsabai Előre NKSE - HC Dunărea Brăila - Spono Nottwil - Skövde HF | Topf 2: - Saporischschja SDIA - Izmir BSB SK - Vistal Łączpol Gdynia - Colégio João de Barros - Horodnitschanka Hrodna - RK Kale Kičevo - Anagennisi Artas - AC Latsia Kentriki Asfalistiki - Fémina Visé - Hellas - ŽRK Ilidža - HB Dudelange - Artro Teramo - RK Olimpija Ljubljana - KHF Priština (Sieger 1. Runde) - Valur Reykjavík (Sieger 1. Runde) |

### Ausgeloste Spiele und Ergebnisse
| Mannschaft 1                       | Mannschaft 2                                | Hinspiel             | Rückspiel            | Gesamt   |
| ---------------------------------- | ------------------------------------------- | -------------------- | -------------------- | -------- |
| Buxtehuder SV Fischer 15           | Saporischschja SDIA Maljutschenko 12        | 23.10. Sa. 16:30 Uhr | 24.10. So. 15:00 Uhr | 75 : 37  |
| Buxtehuder SV Fischer 15           | Saporischschja SDIA Maljutschenko 12        | 37 : 21 (15 : 12)    | 38 : 16 (17 : 06)    | 75 : 37  |
| Buxtehuder SV Fischer 15           | Saporischschja SDIA Maljutschenko 12        | 1.000 Zuschauer      | 700 Zuschauer        | 75 : 37  |
| HAC Handball Ntsama Akoa 10        | Colégio João de Barros Ferreira Catarino 12 | 23.10. Sa. 20:00 Uhr | 24.10. So. 18:00 Uhr | 53 : 40  |
| HAC Handball Ntsama Akoa 10        | Colégio João de Barros Ferreira Catarino 12 | 24 : 21 (13 : 11)    | 29 : 19 (16 : 05)    | 53 : 40  |
| HAC Handball Ntsama Akoa 10        | Colégio João de Barros Ferreira Catarino 12 | 1.800 Zuschauer      | 500 Zuschauer        | 53 : 40  |
| Vistal Łączpol Gdynia Głowińska 9  | SYMA-Vác Tóth 14                            | 16.10. Sa. 18:00 Uhr | 23.10. Sa. 18:00 Uhr | 57 : 78  |
| Vistal Łączpol Gdynia Głowińska 9  | SYMA-Vác Tóth 14                            | 32 : 40 (18 : 20)    | 25 : 38 (13 : 18)    | 57 : 78  |
| Vistal Łączpol Gdynia Głowińska 9  | SYMA-Vác Tóth 14                            | 1.000 Zuschauer      | 600 Zuschauer        | 57 : 78  |
| Artro Teramo Palarie 12            | Gil Eanes/Lagos D. Fernandes 13             | 22.10. Fr. 21:00 Uhr | 23.10. Sa. 18:00 Uhr | 50 : 61  |
| Artro Teramo Palarie 12            | Gil Eanes/Lagos D. Fernandes 13             | 21 : 31 (10 : 19)    | 29 : 30 (12 : 12)    | 50 : 61  |
| Artro Teramo Palarie 12            | Gil Eanes/Lagos D. Fernandes 13             | 800 Zuschauer        | 800 Zuschauer        | 50 : 61  |
| HC Zalău Sanda 11                  | HB Dudelange Selambarom 10                  | 15.10. Fr. 17:00 Uhr | 16.10. Sa. 11:00 Uhr | 85 : 27  |
| HC Zalău Sanda 11                  | HB Dudelange Selambarom 10                  | 43 : 16 (23 : 09)    | 42 : 11 (22 : 04)    | 85 : 27  |
| HC Zalău Sanda 11                  | HB Dudelange Selambarom 10                  | -.--- Zuschauer      | 100 Zuschauer        | 85 : 27  |
| KHF Priština Ţigănuş 16            | HK Kuban Krasnodar Iljina 12                | 23.10. Sa. 17:00 Uhr | 24.10. So. 13:00 Uhr | 46 : 77  |
| KHF Priština Ţigănuş 16            | HK Kuban Krasnodar Iljina 12                | 24 : 42 (09 : 22)    | 22 : 35 (12 : 16)    | 46 : 77  |
| KHF Priština Ţigănuş 16            | HK Kuban Krasnodar Iljina 12                | 500 Zuschauer        | 200 Zuschauer        | 46 : 77  |
| VfL Oldenburg Geschke 18           | Valur Reykjavík Skúladóttir 19              | 16.10. Sa. 17:00 Uhr | 17.10. So. 20:00 Uhr | 62 : 53  |
| VfL Oldenburg Geschke 18           | Valur Reykjavík Skúladóttir 19              | 36 : 25 (17 : 14)    | 26 : 28 (09 : 11)    | 62 : 53  |
| VfL Oldenburg Geschke 18           | Valur Reykjavík Skúladóttir 19              | 400 Zuschauer        | 300 Zuschauer        | 62 : 53  |
| Fémina Visé Bruninx 11             | HC Dunărea Brăila Moldovan 22               | 16.10. Sa. 11:00 Uhr | 17.10. So. 11:00 Uhr | 34 : 71  |
| Fémina Visé Bruninx 11             | HC Dunărea Brăila Moldovan 22               | 17 : 32 (06 : 19)    | 17 : 39 (11 : 20)    | 34 : 71  |
| Fémina Visé Bruninx 11             | HC Dunărea Brăila Moldovan 22               | 1.000 Zuschauer      | 1.400 Zuschauer      | 34 : 71  |
| ŽRK Ilidža Ribić 6                 | Spono Nottwil Willimann 14                  | 23.10. Sa. 19:30 Uhr | 24.10. So. 18:00 Uhr | 25 : 56  |
| ŽRK Ilidža Ribić 6                 | Spono Nottwil Willimann 14                  | 12 : 28 (07 : 12)    | 13 : 28 (06 : 13)    | 25 : 56  |
| ŽRK Ilidža Ribić 6                 | Spono Nottwil Willimann 14                  | 300 Zuschauer        | 400 Zuschauer        | 25 : 56  |
| Hellas van Olpen 9                 | ŽRK Naisa Niš Tošković 12                   | 23.10. Sa. 18:30 Uhr | 24.10. So. 18:30 Uhr | 42 : 55  |
| Hellas van Olpen 9                 | ŽRK Naisa Niš Tošković 12                   | 22 : 28 (10 : 16)    | 20 : 27 (09 : 12)    | 42 : 55  |
| Hellas van Olpen 9                 | ŽRK Naisa Niš Tošković 12                   | 2.000 Zuschauer      | 2.000 Zuschauer      | 42 : 55  |
| Horodnitschanka Hrodna Bobryk 10   | Skövde HF Widell 12                         | 23.10. Sa. 16:00 Uhr | 24.10. So. 16:00 Uhr | 48 : 67  |
| Horodnitschanka Hrodna Bobryk 10   | Skövde HF Widell 12                         | 23 : 34 (12 : 19)    | 25 : 33 (12 : 14)    | 48 : 67  |
| Horodnitschanka Hrodna Bobryk 10   | Skövde HF Widell 12                         | 500 Zuschauer        | 400 Zuschauer        | 48 : 67  |
| Békéscsabai Előre NKSE Leposava 13 | RK Olimpija Ljubljana Irman 16              | 16.10. Sa. 18:00 Uhr | 23.10. Sa. 17:00 Uhr | 54 : 54* |
| Békéscsabai Előre NKSE Leposava 13 | RK Olimpija Ljubljana Irman 16              | 32 : 23 (16 : 08)    | 22 : 31 (11 : 13)    | 54 : 54* |
| Békéscsabai Előre NKSE Leposava 13 | RK Olimpija Ljubljana Irman 16              | 1.500 Zuschauer      | 300 Zuschauer        | 54 : 54* |
| Izmir BSB SK Özcam 16              | LK Zug Handball Hasler-Petrig 18            | 22.10. Fr. 18:00 Uhr | 23.10. Sa. 18:00 Uhr | 77 : 58  |
| Izmir BSB SK Özcam 16              | LK Zug Handball Hasler-Petrig 18            | 37 : 26 (20 : 12)    | 40 : 32 (14 : 19)    | 77 : 58  |
| Izmir BSB SK Özcam 16              | LK Zug Handball Hasler-Petrig 18            | 400 Zuschauer        | 300 Zuschauer        | 77 : 58  |
| Team Tvis Holstebro Gravholt 17    | Anagennisi Artas Mpalafa 10                 | 23.10. Sa. 16:00 Uhr | 24.10. So. 16:00 Uhr | 84 : 37  |
| Team Tvis Holstebro Gravholt 17    | Anagennisi Artas Mpalafa 10                 | 49 : 18 (26 : 09)    | 35 : 19 (18 : 11)    | 84 : 37  |
| Team Tvis Holstebro Gravholt 17    | Anagennisi Artas Mpalafa 10                 | 600 Zuschauer        | 400 Zuschauer        | 84 : 37  |
| Cleba León BM Rodríguez Cubero 16  | RK Kale Kičevo Beleška 7                    | 15.10. Fr. 20:30 Uhr | 17.10. So. 12:30 Uhr | 96 : 30  |
| Cleba León BM Rodríguez Cubero 16  | RK Kale Kičevo Beleška 7                    | 50 : 16 (21 : 11)    | 46 : 14 (26 : 09)    | 96 : 30  |
| Cleba León BM Rodríguez Cubero 16  | RK Kale Kičevo Beleška 7                    | 200 Zuschauer        | 200 Zuschauer        | 96 : 30  |
| Frisch Auf Göppingen Günthel 13    | AC Latsia Kentriki Asfalistiki Sacharowa 14 | 17.10. So. 16:00 Uhr | 24.10. So. 19:00 Uhr | 64 : 41  |
| Frisch Auf Göppingen Günthel 13    | AC Latsia Kentriki Asfalistiki Sacharowa 14 | 34 : 19 (19 : 09)    | 30 : 22 (15 : 11)    | 64 : 41  |
| Frisch Auf Göppingen Günthel 13    | AC Latsia Kentriki Asfalistiki Sacharowa 14 | 400 Zuschauer        | 200 Zuschauer        | 64 : 41  |

* RK Olimpija Ljubljana qualifizierte sich aufgrund der Auswärtstorregel für die nächste Runde.

## Runde 3
Es nahmen die 16 Sieger der 2. Runde, die 12 Verlierer der EHF Champions League Qualifikation 2 und 4 Teams, die sich vorher für den Wettbewerb qualifiziert hatten, teil.

Die Auslosung der 3. Runde fand am 27. Oktober 2010 um 11:00 Uhr (UTC+2) in Wien statt.

Die Hinspiele fanden am 12./13./14./19./20. November 2010 statt. Die Rückspiele fanden am 13./20./21. November 2010 statt.

### Qualifizierte Teams
| Topf 1: - FC Midtjylland Håndbold - Team Esbjerg - GK Lada Toljatti - BM Parc Sagunt - TSV Bayer 04 Leverkusen (2. CL Quali 2 Gruppe 1) - T+A/VOC Amsterdam (2. CL Quali 2 Gruppe 2) - Byåsen IL (2. CL Quali 2 Gruppe 3) - RK Zaječar (2. EHF-CL Quali 2 Gruppe 4) - HK Sparta (3. CL Quali 2 Gruppe 1) - Elda Prestigio (3. CL Quali 2 Gruppe 2) - Universitatea Jolidon Cluj (3. CL Quali 2 Gruppe 3) - KIF Vejen (3. CL Quali 2 Gruppe 4) - Maliye Milli Piyango SK (4. CL Quali 2 Gruppe 1) - AC Ormi-Loux Patras (4. CL Quali 2 Gruppe 2) - RK Metalurg Skopje (4. CL Quali 2 Gruppe 3) - SPR Lublin SSA (4. CL Quali 2 Gruppe 4) | Topf 2: - Gil Eanes/Lagos D. (Sieger 2. Runde) - Buxtehuder SV (Sieger 2. Runde) - HAC Handball (Sieger 2. Runde) - VfL Oldenburg (Sieger 2. Runde) - SYMA-Vác (Sieger 2. Runde) - ŽRK Naisa Niš (Sieger 2. Runde) - HC Zalău (Sieger 2. Runde) - Team Tvis Holstebro (Sieger 2. Runde) - HK Kuban Krasnodar (Sieger 2. Runde) - Cleba León BM (Sieger 2. Runde) - Frisch Auf Göppingen (Sieger 2. Runde) - HC Dunărea Brăila (Sieger 2. Runde) - Spono Nottwil (Sieger 2. Runde) - Skövde HF (Sieger 2. Runde) - Izmir BSB SK (Sieger 2. Runde) - RK Olimpija Ljubljana (Sieger 2. Runde) |

### Ausgeloste Spiele und Ergebnisse
| Mannschaft 1                       | Mannschaft 2                                  | Hinspiel             | Rückspiel            | Gesamt  |
| ---------------------------------- | --------------------------------------------- | -------------------- | -------------------- | ------- |
| KIF Vejen Visser 14                | Frisch Auf Göppingen Dinkel 13                | 14.11. So. 13:30 Uhr | 20.11. Sa. 19:30 Uhr | 65 : 48 |
| KIF Vejen Visser 14                | Frisch Auf Göppingen Dinkel 13                | 28 : 19 (13 : 07)    | 37 : 29 (18 : 14)    | 65 : 48 |
| KIF Vejen Visser 14                | Frisch Auf Göppingen Dinkel 13                | 600 Zuschauer        | 600 Zuschauer        | 65 : 48 |
| Skövde HF Cadario 10               | RK Metalurg Skopje Noveska 11                 | 13.11. Sa. 15:00 Uhr | 21.11. So. 18:00 Uhr | 44 : 48 |
| Skövde HF Cadario 10               | RK Metalurg Skopje Noveska 11                 | 20 : 27 (10 : 11)    | 24 : 21 (12 : 10)    | 44 : 48 |
| Skövde HF Cadario 10               | RK Metalurg Skopje Noveska 11                 | 400 Zuschauer        | 800 Zuschauer        | 44 : 48 |
| SPR Lublin SSA Włodek 12           | HAC Handball Cavaleiro 16                     | 19.11. Fr. 20:00 Uhr | 21.11. So. 16:00 Uhr | 44 : 48 |
| SPR Lublin SSA Włodek 12           | HAC Handball Cavaleiro 16                     | 22 : 24 (09 : 10)    | 22 : 24 (11 : 10)    | 44 : 48 |
| SPR Lublin SSA Włodek 12           | HAC Handball Cavaleiro 16                     | 2.000 Zuschauer      | 1.100 Zuschauer      | 44 : 48 |
| ŽRK Naisa Niš Tasić 14             | FC Midtjylland Håndbold Dalgaard Abildtrup 14 | 20.11. Sa. 14:00 Uhr | 21.11. So. 14:00 Uhr | 49 : 62 |
| ŽRK Naisa Niš Tasić 14             | FC Midtjylland Håndbold Dalgaard Abildtrup 14 | 23 : 31 (13 : 15)    | 26 : 31 (14 : 15)    | 49 : 62 |
| ŽRK Naisa Niš Tasić 14             | FC Midtjylland Håndbold Dalgaard Abildtrup 14 | 600 Zuschauer        | 300 Zuschauer        | 49 : 62 |
| VfL Oldenburg van der Heijden 11   | Universitatea Jolidon Cluj Paraschiv 11       | 13.11. Sa. 16:30 Uhr | 20.11. Sa. 17:00 Uhr | 67 : 58 |
| VfL Oldenburg van der Heijden 11   | Universitatea Jolidon Cluj Paraschiv 11       | 37 : 30 (17 : 16)    | 30 : 28 (15 : 14)    | 67 : 58 |
| VfL Oldenburg van der Heijden 11   | Universitatea Jolidon Cluj Paraschiv 11       | 500 Zuschauer        | 2.000 Zuschauer      | 67 : 58 |
| Team Tvis Holstebro Groot 9        | TSV Bayer 04 Leverkusen Loerper 17            | 14.11. So. 14:00 Uhr | 21.11. So. 16:00 Uhr | 54 : 49 |
| Team Tvis Holstebro Groot 9        | TSV Bayer 04 Leverkusen Loerper 17            | 27 : 23 (14 : 17)    | 27 : 26 (14 : 11)    | 54 : 49 |
| Team Tvis Holstebro Groot 9        | TSV Bayer 04 Leverkusen Loerper 17            | 400 Zuschauer        | 700 Zuschauer        | 54 : 49 |
| Buxtehuder SV Melbeck 14           | Team Esbjerg Johansson 11                     | 13.11. Sa. 16:00 Uhr | 21.11. So. 14:00 Uhr | 52 : 53 |
| Buxtehuder SV Melbeck 14           | Team Esbjerg Johansson 11                     | 29 : 25 (15 : 14)    | 23 : 28 (09 : 12)    | 52 : 53 |
| Buxtehuder SV Melbeck 14           | Team Esbjerg Johansson 11                     | 1.200 Zuschauer      | 600 Zuschauer        | 52 : 53 |
| Cleba León BM Benzal Andaloussi 14 | BM Parc Sagunt Danilović 17                   | 13.11. Sa. 18:30 Uhr | 20.11. Sa. 19:00 Uhr | 52 : 57 |
| Cleba León BM Benzal Andaloussi 14 | BM Parc Sagunt Danilović 17                   | 24 : 24 (10 : 12)    | 28 : 33 (14 : 18)    | 52 : 57 |
| Cleba León BM Benzal Andaloussi 14 | BM Parc Sagunt Danilović 17                   | 900 Zuschauer        | 800 Zuschauer        | 52 : 57 |
| Izmir BSB SK İskenderoğlu 10       | Byåsen IL Zámorská 11                         | 20.11. Sa. 15:00 Uhr | 21.11. So. 18:00 Uhr | 44 : 58 |
| Izmir BSB SK İskenderoğlu 10       | Byåsen IL Zámorská 11                         | 25 : 29 (14 : 10)    | 19 : 29 (11 : 13)    | 44 : 58 |
| Izmir BSB SK İskenderoğlu 10       | Byåsen IL Zámorská 11                         | 600 Zuschauer        | 600 Zuschauer        | 44 : 58 |
| HK Kuban Krasnodar Smirnowa 18     | Maliye Milli Piyango SK Aydoğan 12            | 14.11. So. 15:00 Uhr | 21.11. So. 16:00 Uhr | 60 : 52 |
| HK Kuban Krasnodar Smirnowa 18     | Maliye Milli Piyango SK Aydoğan 12            | 33 : 26 (17 : 14)    | 27 : 26 (13 : 14)    | 60 : 52 |
| HK Kuban Krasnodar Smirnowa 18     | Maliye Milli Piyango SK Aydoğan 12            | 900 Zuschauer        | 200 Zuschauer        | 60 : 52 |
| SYMA-Vác Tóth 20                   | Elda Prestigio Rodrigues 23                   | 12.11. Fr. 18:00 Uhr | 13.11. Sa. 18:00 Uhr | 81 : 65 |
| SYMA-Vác Tóth 20                   | Elda Prestigio Rodrigues 23                   | 38 : 30 (19 : 13)    | 43 : 35 (23 : 19)    | 81 : 65 |
| SYMA-Vác Tóth 20                   | Elda Prestigio Rodrigues 23                   | 600 Zuschauer        | 600 Zuschauer        | 81 : 65 |
| AC Ormi-Loux Patras Strataki 13    | HC Dunărea Brăila Moldovan 16                 | 13.11. Sa. 18:30 Uhr | 20.11. Sa. 11:00 Uhr | 47 : 52 |
| AC Ormi-Loux Patras Strataki 13    | HC Dunărea Brăila Moldovan 16                 | 21 : 22 (11 : 10)    | 26 : 30 (11 : 17)    | 47 : 52 |
| AC Ormi-Loux Patras Strataki 13    | HC Dunărea Brăila Moldovan 16                 | 500 Zuschauer        | 1.200 Zuschauer      | 47 : 52 |
| Gil Eanes/Lagos D. Seabra 18       | T+A/VOC Amsterdam Abdoelhafiezkhan 20         | 13.11. Sa. 19:00 Uhr | 20.11. Sa. 20:30 Uhr | 59 : 68 |
| Gil Eanes/Lagos D. Seabra 18       | T+A/VOC Amsterdam Abdoelhafiezkhan 20         | 30 : 34 (10 : 19)    | 29 : 34 (14 : 16)    | 59 : 68 |
| Gil Eanes/Lagos D. Seabra 18       | T+A/VOC Amsterdam Abdoelhafiezkhan 20         | 600 Zuschauer        | 300 Zuschauer        | 59 : 68 |
| GK Lada Toljatti Dawydenko 19      | Spono Nottwil Furrer 12                       | 13.11. Sa. 17:00 Uhr | 21.11. So. 19:00 Uhr | 67 : 36 |
| GK Lada Toljatti Dawydenko 19      | Spono Nottwil Furrer 12                       | 37 : 24 (18 : 12)    | 30 : 12 (13 : 04)    | 67 : 36 |
| GK Lada Toljatti Dawydenko 19      | Spono Nottwil Furrer 12                       | 2.200 Zuschauer      | 400 Zuschauer        | 67 : 36 |
| HK Sparta Manaharowa 19            | RK Olimpija Ljubljana Irman 13                | 13.11. Sa. 17:00 Uhr | 20.11. Sa. 19:00 Uhr | 51 : 54 |
| HK Sparta Manaharowa 19            | RK Olimpija Ljubljana Irman 13                | 26 : 24 (14 : 12)    | 25 : 30 (16 : 15)    | 51 : 54 |
| HK Sparta Manaharowa 19            | RK Olimpija Ljubljana Irman 13                | 400 Zuschauer        | 500 Zuschauer        | 51 : 54 |
| HC Zalău Czeczi 15                 | RK Zaječar Damnjanović 15                     | 14.11. So. 11:00 Uhr | 20.11. Sa. 19:00 Uhr | 51 : 55 |
| HC Zalău Czeczi 15                 | RK Zaječar Damnjanović 15                     | 29 : 25 (16 : 12)    | 22 : 30 (10 : 15)    | 51 : 55 |
| HC Zalău Czeczi 15                 | RK Zaječar Damnjanović 15                     | 1.000 Zuschauer      | 2.000 Zuschauer      | 51 : 55 |

## Achtelfinale
Es nahmen die 16 Sieger der 3. Runde teil.
Die Auslosung des Achtelfinales fand am 23. November 2010 um 11:00 Uhr (UTC+2) in Wien statt.
Die Hinspiele fanden am 5./6./12. Februar 2011 statt. Die Rückspiele fanden am 12./13. Februar 2011 statt.

### Qualifizierte Teams
| - FC Midtjylland Håndbold - Team Esbjerg - GK Lada Toljatti - BM Parc Sagunt - T+A/VOC Amsterdam - Byåsen IL - RK Zaječar - KIF Vejen | - RK Metalurg Skopje - HAC Handball - VfL Oldenburg - SYMA-Vác - Team Tvis Holstebro - HK Kuban Krasnodar - HC Dunărea Brăila - RK Olimpija Ljubljana |

### Ausgeloste Spiele und Ergebnisse
| Mannschaft 1                         | Mannschaft 2                          | Hinspiel             | Rückspiel            | Gesamt   |
| ------------------------------------ | ------------------------------------- | -------------------- | -------------------- | -------- |
| RK Olimpija Ljubljana Čečkova 12     | Team Tvis Holstebro Kristiansen 21    | 12.02. Sa. 15:00 Uhr | 13.02. So. 14:00 Uhr | 30 : 102 |
| RK Olimpija Ljubljana Čečkova 12     | Team Tvis Holstebro Kristiansen 21    | 11 : 54 (05 : 27)    | 19 : 48 (10 : 21)    | 30 : 102 |
| RK Olimpija Ljubljana Čečkova 12     | Team Tvis Holstebro Kristiansen 21    | 600 Zuschauer        | 300 Zuschauer        | 30 : 102 |
| FC Midtjylland Håndbold Møller 8     | HAC Handball Alberto Francisca 8      | 05.02. Sa. 15:00 Uhr | 13.02. So. 17:00 Uhr | 52 : 37  |
| FC Midtjylland Håndbold Møller 8     | HAC Handball Alberto Francisca 8      | 28 : 14 (09 : 06)    | 24 : 23 (14 : 11)    | 52 : 37  |
| FC Midtjylland Håndbold Møller 8     | HAC Handball Alberto Francisca 8      | 800 Zuschauer        | 2.500 Zuschauer      | 52 : 37  |
| VfL Oldenburg Abbingh 17             | RK Zaječar Damnjanović 9              | 06.02. So. 16:30 Uhr | 12.02. Sa. 18:00 Uhr | 81 : 56  |
| VfL Oldenburg Abbingh 17             | RK Zaječar Damnjanović 9              | 42 : 25 (21 : 10)    | 39 : 31 (21 : 09)    | 81 : 56  |
| VfL Oldenburg Abbingh 17             | RK Zaječar Damnjanović 9              | 1.000 Zuschauer      | 2.100 Zuschauer      | 81 : 56  |
| Byåsen IL Alstad 16                  | SYMA-Vac Rédei Soós 11                | 12.02. Sa. 18:00 Uhr | 13.02. So. 18:00 Uhr | 58 : 60  |
| Byåsen IL Alstad 16                  | SYMA-Vac Rédei Soós 11                | 34 : 29 (22 : 16)    | 24 : 31 (07 : 16)    | 58 : 60  |
| Byåsen IL Alstad 16                  | SYMA-Vac Rédei Soós 11                | 700 Zuschauer        | 700 Zuschauer        | 58 : 60  |
| HC Dunărea Brăila Moldovan 12        | Team Esbjerg Mangué 13                | 05.02. Sa. 11:00 Uhr | 12.02. Sa. 14:00 Uhr | 42 : 46  |
| HC Dunărea Brăila Moldovan 12        | Team Esbjerg Mangué 13                | 20 : 21 (08 : 09)    | 22 : 25 (12 : 14)    | 42 : 46  |
| HC Dunărea Brăila Moldovan 12        | Team Esbjerg Mangué 13                | 2.000 Zuschauer      | 500 Zuschauer        | 42 : 46  |
| BM Parc Sagunt Rodrigues Jacques 17  | HK Kuban Krasnodar Zwirinko 14        | 05.02. Sa. 16:00 Uhr | 12.02. Sa. 16:00 Uhr | 74 : 59  |
| BM Parc Sagunt Rodrigues Jacques 17  | HK Kuban Krasnodar Zwirinko 14        | 42 : 31 (20 : 17)    | 32 : 28 (18 : 13)    | 74 : 59  |
| BM Parc Sagunt Rodrigues Jacques 17  | HK Kuban Krasnodar Zwirinko 14        | 500 Zuschauer        | 1.500 Zuschauer      | 74 : 59  |
| KIF Vejen Visser 14                  | T+A/VOC Amsterdam Abdoelhafiezkhan 10 | 05.02. Sa. 15:00 Uhr | 12.02. Sa. 17:30 Uhr | 65 : 46  |
| KIF Vejen Visser 14                  | T+A/VOC Amsterdam Abdoelhafiezkhan 10 | 37 : 22 (18 : 12)    | 28 : 24 (12 : 13)    | 65 : 46  |
| KIF Vejen Visser 14                  | T+A/VOC Amsterdam Abdoelhafiezkhan 10 | 700 Zuschauer        | 1.000 Zuschauer      | 65 : 46  |
| GK Lada Toljatti Tschernoiwanenko 11 | RK Metalurg Skopje Liščević 12        | 06.02. So. 17:00 Uhr | 12.02. Sa. 18:00 Uhr | 59 : 40  |
| GK Lada Toljatti Tschernoiwanenko 11 | RK Metalurg Skopje Liščević 12        | 31 : 17 (14 : 08)    | 28 : 23 (16 : 12)    | 59 : 40  |
| GK Lada Toljatti Tschernoiwanenko 11 | RK Metalurg Skopje Liščević 12        | 2.700 Zuschauer      | 700 Zuschauer        | 59 : 40  |

## Viertelfinale
Es nahmen die 8 Sieger aus dem Achtelfinale teil.
Die Auslosung des Viertelfinales fand am 15. Februar 2011 um 11:00 Uhr (UTC+2) in Wien statt.
Die Hinspiele fanden am 11./12./13. März 2011 statt. Die Rückspiele fanden am 13./19./20. März 2011 statt.

### Qualifizierte Teams
| - FC Midtjylland Håndbold - Team Esbjerg - GK Lada Toljatti - BM Parc Sagunt | - KIF Vejen - VfL Oldenburg - SYMA-Vác - Team Tvis Holstebro |

### Ausgeloste Spiele und Ergebnisse
| Mannschaft 1                      | Mannschaft 2                          | Hinspiel             | Rückspiel            | Gesamt  |
| --------------------------------- | ------------------------------------- | -------------------- | -------------------- | ------- |
| Team Tvis Holstebro Groot 19      | SYMA-Vác Rédei Soós 14                | 13.03. So. 12:15 Uhr | 20.03. So. 14:45 Uhr | 65 : 60 |
| Team Tvis Holstebro Groot 19      | SYMA-Vác Rédei Soós 14                | 36 : 32 (21 : 19)    | 29 : 28 (16 : 13)    | 65 : 60 |
| Team Tvis Holstebro Groot 19      | SYMA-Vác Rédei Soós 14                | 700 Zuschauer        | 700 Zuschauer        | 65 : 60 |
| Team Esbjerg Ågren 13             | FC Midtjylland Håndbold Torstenson 14 | 12.03. Sa. 16:15 Uhr | 19.03. Sa. 14:30 Uhr | 50 : 51 |
| Team Esbjerg Ågren 13             | FC Midtjylland Håndbold Torstenson 14 | 21 : 27 (11 : 16)    | 29 : 24 (13 : 14)    | 50 : 51 |
| Team Esbjerg Ågren 13             | FC Midtjylland Håndbold Torstenson 14 | 600 Zuschauer        | 1.100 Zuschauer      | 50 : 51 |
| BM Parc Sagunt Cuadrado Dehesa 17 | GK Lada Toljatti Dawydenko 12         | 11.03. Fr. 18:00 Uhr | 13.03. So. 10:00 Uhr | 40 : 51 |
| BM Parc Sagunt Cuadrado Dehesa 17 | GK Lada Toljatti Dawydenko 12         | 23 : 28 (11 : 14)    | 17 : 23 (10 : 12)    | 40 : 51 |
| BM Parc Sagunt Cuadrado Dehesa 17 | GK Lada Toljatti Dawydenko 12         | 2.700 Zuschauer      | 2.200 Zuschauer      | 40 : 51 |
| KIF Vejen Visser 9                | VfL Oldenburg Abbingh 12              | 12.03. Sa. 14:30 Uhr | 19.03. Sa. 16:30 Uhr | 50 : 55 |
| KIF Vejen Visser 9                | VfL Oldenburg Abbingh 12              | 24 : 26 (11 : 13)    | 26 : 29 (14 : 11)    | 50 : 55 |
| KIF Vejen Visser 9                | VfL Oldenburg Abbingh 12              | 800 Zuschauer        | 900 Zuschauer        | 50 : 55 |

## Halbfinale
Es nahmen die 4 Sieger aus dem Viertelfinale teil.
Die Auslosung des Halbfinale fand am 22. März 2011 um 11:00 Uhr (UTC+2) in Wien statt.
Die Hinspiele fanden am 9./10. April 2011 statt. Die Rückspiele fanden am 16./17. April 2011 statt.

### Qualifizierte Teams
| - FC Midtjylland Håndbold - GK Lada Toljatti | - VfL Oldenburg - Team Tvis Holstebro |

### Ausgeloste Spiele und Ergebnisse
| Mannschaft 1                          | Mannschaft 2                 | Hinspiel             | Rückspiel            | Gesamt  |
| ------------------------------------- | ---------------------------- | -------------------- | -------------------- | ------- |
| FC Midtjylland Håndbold Thorsgaard 10 | VfL Oldenburg Abbingh 11     | 09.04. Sa. 14:30 Uhr | 17.04. So. 16:30 Uhr | 52 : 48 |
| FC Midtjylland Håndbold Thorsgaard 10 | VfL Oldenburg Abbingh 11     | 27 : 19 (11 : 11)    | 25 : 29 (14 : 14)    | 52 : 48 |
| FC Midtjylland Håndbold Thorsgaard 10 | VfL Oldenburg Abbingh 11     | 1.500 Zuschauer      | 1.200 Zuschauer      | 52 : 48 |
| GK Lada Toljatti Blisnowa 8           | Team Tvis Holstebro Groot 12 | 10.04. So. 17:00 Uhr | 16.04. Sa. 14:30 Uhr | 51 : 52 |
| GK Lada Toljatti Blisnowa 8           | Team Tvis Holstebro Groot 12 | 32 : 26 (13 : 12)    | 19 : 26 (08 : 14)    | 51 : 52 |
| GK Lada Toljatti Blisnowa 8           | Team Tvis Holstebro Groot 12 | 2.600 Zuschauer      | 1.800 Zuschauer      | 51 : 52 |

## Finale
Es nahmen die 2 Sieger aus dem Halbfinale teil.
Die Auslosung des Finales fand am 19. April 2011 um 11:00 Uhr (UTC+2) in Wien statt.
Das Hinspiel fand am 8. Mai 2011 statt. Das Rückspiel fand am 15. Mai 2011 statt.

### Qualifizierte Teams
| - FC Midtjylland Håndbold - Team Tvis Holstebro |

### Ausgeloste Spiele und Ergebnisse
| Mannschaft 1            | Mannschaft 2        | Hinspiel             | Rückspiel            | Gesamt  |
| ----------------------- | ------------------- | -------------------- | -------------------- | ------- |
| FC Midtjylland Håndbold | Team Tvis Holstebro | 08.05. So. 16:50 Uhr | 15.05. So. 16:50 Uhr | 52 : 47 |
| FC Midtjylland Håndbold | Team Tvis Holstebro | 28 : 21 (13 : 10)    | 24 : 26 (13 : 14)    | 52 : 47 |

### Hinspiel
FC Midtjylland Håndbold – Team Tvis Holstebro  28 : 21 (13 : 10)
8. Mai 2011 in Ikast, Sportscenter Ikast, 2.500 Zuschauer.
FC Midtjylland Håndbold: Ødegaard, Sabine Englert – Troelsen (10), Torstenson  (6), Nøstvold (3), Jørgensen   (2), Østergaard Jensen (2), Stang (2), Dalgaard Abildtrup  (1), Møller (1), Thorsgaard   (1), Blanco , Sørensen, Woller
Team Tvis Holstebro: Toft, Kongsgård – Nørgaard (7), Gravholt  (3), T. Jensen   (3), Kristiansen  (3), Groot (2), Christensen (1), Jónsdóttir (1), L. Pedersen   (1), Hundahl, Nielsen, Nilsson, K. Pedersen
Schiedsrichter:  Branka Marić und Zorica Mašić
Quelle: Spielbericht

### Rückspiel
Team Tvis Holstebro – FC Midtjylland Håndbold  26 : 24 (14 : 13)
15. Mai 2011 in Holstebro, Gråkjær Arena, 2.400 Zuschauer.
Team Tvis Holstebro: Toft, Kongsgård – Groot   (7), Nielsen  (4), Nørgaard (4), L. Pedersen (4), Jónsdóttir (3), Kristiansen  (3), T. Jensen (1), Christensen, Gravholt, M. Jensen, Nilsson, K. Pedersen
FC Midtjylland Håndbold: Ødegaard, Sabine Englert – Torstenson  (7), Jørgensen  (5), Møller  (3), Nøstvold (3), Dalgaard Abildtrup  (2), Thorsgaard  (2), Østergaard Jensen (1), Stang (1), Blanco, Sørensen, Troelsen, Woller
Schiedsrichter:  Charlotte Bonaventura und Julie Bonaventura
Quelle: Spielbericht